# Whitestone (rivière)
Pour les articles homonymes, voir Whitestone.
La rivière Whitestone  est un cours d’eau de la région du  Southland de l’Île du Sud de la Nouvelle-Zélande.

## Géographie
C’est un affluent de la rivière Mararoa. Elle a été identifiée comme zone importante pour la conservation des oiseaux par la BirdLife International à cause de son rôle dans la nidification des colonies de  mouettes de Buller (en anglais : black-billed gull), une espèces en danger.